# Convenio de Ginebra para el Mejoramiento de la Condición de los heridos y Enfermos de los Ejércitos en el Campo de Batalla (1929)
El Convenio de Ginebra para el Mejoramiento de la Condición de los heridos y Enfermos de los Ejércitos en el Campo de Batalla, que consta de 39 Artículos en francés, fue aprobado el 27 de julio de 1929, al final de la Conferencia Diplomática de Ginebra del año 1929, que se celebró desde el 1 de agosto hasta el 27 de julio de ese año.
Fue el Tercer Convenio para resolver los problemas de los combatientes heridos y enfermos, y fue precedida por los Convenios de Ginebra de los años 1864 y 1906. Este Convenio fue reemplazado el 12 de agosto de 1949 por la Primera Convención de Ginebra.
Hubo tres cambios en el Convenio del año 1929, para cubrir las áreas en las que durante la Primera Guerra Mundial se detectaron deficiencias en la convención del año 1906. Las disposiciones relativas a la repatriación de los prisioneros gravemente heridos y enfermos graves fueron trasladados a los Convenios sobre los prisioneros de guerra del año 1929. A los aviones que volaban en misiones médicas se les dio una protección similar a la de los barcos hospital. Además los emblemas de la Cruz Roja, de la Media Luna Roja y del León y Sol Rojos fueron reconocidos.

## Para leer más
- Full text of the Convention for the Amelioration of the Condition of the Wounded and Sick in Armies in the Field. Geneva, 27 July 1929., website of the ICRC, Retrieved 4 March 2010

- Datos: Q5532988